# Medal of Honor: Rising Sun
Medal of Honor: Rising Sun is het vijfde spel in de Medal of Honor-serie. Het spel werd ontwikkeld door EA Los Angeles en door Electronic Arts uitgebracht in Europa op 28 november 2003.
In het spel neemt de speler de rol aan van Joseph Griffin, een Amerikaanse soldaat tijdens en na de aanval op Pearl Harbor.

## Ontvangst
| Gemiddelde Score | Gemiddelde Score                                                   |
| ---------------- | ------------------------------------------------------------------ |
| Bron             | Score                                                              |
| GameRankings     | 68.63% (GameCube) 69.59% (PlayStation 2) 62.93% (Xbox)             |
| Metacritic       | 68 van 100 (GameCube) 68 van 100 (PlayStation 2) 65 van 100 (Xbox) |
| Review Score     |                                                                    |
| Publicist        | Beoordeling                                                        |
| 1UP.com          | B-                                                                 |
| Eurogamer        | 4/10                                                               |
| IGN              | 8,0/10                                                             |

Rising Sun werd over het algemeen matig tot goed beoordeeld. Het spel kreeg een B- (ongeveer een 7) van 1UP.com en een 8 van IGN. Maar daarentegen gaf Kristan Reed van Eurogamer het spel een 4. Bij recensieverzamelsites GameRankings en Metacritic kreeg het spel ongeveer een 7.
Rising Sun kreeg vooral kritiek op de matige kunstmatige intelligentie en graphics en de lineaire singleplayer-modus. Geprezen daarentegen werd de geluidskwaliteit.